# Fonction zêta de Lefschetz
Pour les articles homonymes, voir Fonction zêta.
En mathématiques, la fonction zêta de Lefschetz est un outil utilisé dans la théorie topologique des points périodiques et fixes, et des systèmes dynamiques. Étant donné une fonction continue {\displaystyle f\colon X\to X}, la fonction zêta est définie comme la série formelle :
{\displaystyle \zeta _{f}(z)=\exp \left(\sum _{n=1}^{\infty }L(f^{n}){\frac {z^{n}}{n}}\right),}
où {\displaystyle L(f^{n})} est le nombre de Lefschetz de la {\displaystyle n}-ième itérée de {\displaystyle f}. Cette fonction zêta est importante dans la théorie topologique des points périodiques car il s'agit d'un invariant unique contenant des informations sur toutes les itérées de {\displaystyle f}.

## Exemples
La fonction d'identité sur {\displaystyle X} a pour fonction zêta de Lefschetz
{\displaystyle {\frac {1}{(1-t)^{\chi (X)}}},}
où {\displaystyle \chi (X)} est la caractéristique d'Euler de {\displaystyle X}, c'est-à-dire le nombre de Lefschetz de la fonction identité.
Voici un exemple moins trivial :  soit {\displaystyle X=S^{1}} le cercle unité, et soit {\displaystyle f\colon S^{1}\to S^{1}} la réflexion dans l'axe des x, c'est-à-dire {\displaystyle f(\theta )=-\theta }. Alors le nombre de Lefschetz de {\displaystyle f} est égal à 2, et {\displaystyle f^{2}} est la fonction identité, de nombre de Lefschetz 0. Plus généralement, toutes les itérations impaires ont le nombre de Lefschetz 2, tandis que toutes les itérations paires ont le nombre de Lefschetz 0. Par conséquent, la fonction zêta de {\displaystyle f} est :
{\displaystyle {\begin{aligned}\zeta _{f}(t)&=\exp \left(\sum _{n=1}^{\infty }{\frac {2t^{2n+1}}{2n+1}}\right)\\&=\exp \left(\left\{2\sum _{n=1}^{\infty }{\frac {t^{n}}{n}}\right\}-\left\{2\sum _{n=1}^{\infty }{\frac {t^{2n}}{2n}}\right\}\right)\\&=\exp \left(-2\log(1-t)+\log(1-t^{2})\right)\\&={\frac {1-t^{2}}{(1-t)^{2}}}\\&={\frac {1+t}{1-t}}\end{aligned}}}

## Formule générale
Si f est une application continue sur une variété compacte X de dimension n (ou plus généralement tout polyèdre compact), la fonction zêta est donnée par la formule :
{\displaystyle \zeta _{f}(t)=\prod _{i=0}^{n}\det(1-tf_{\ast }|H_{i}(X,\mathbf {Q} ))^{(-1)^{i+1}}.}
C'est donc une fonction rationnelle. Les polynômes apparaissant dans le numérateur et le dénominateur sont essentiellement les polynômes caractéristiques de l'application  induite par f sur les différents espaces d'homologie.

## Connexions
Cette fonction génératrice est essentiellement une forme algébrique de la fonction zêta d'Artin-Mazur, qui donne des informations géométriques sur les points fixes et périodiques de f.

## Voir également
- Liste de fonctions zêta
- Théorème du point fixe de Lefschetz
- Fonction zêta d'Artin-Mazur